# Kirksville
Kirksville é uma cidade localizada no estado americano de Missouri, no Condado de Adair.

## Demografia
Segundo o censo americano de 2000, a sua população era de 16.988 habitantes.
Em 2006, foi estimada uma população de 16.988, um aumento de 0 (0.0%).

## Geografia
De acordo com o United States Census Bureau tem uma área de
27,2 km², dos quais 27,1 km² cobertos por terra e 0,1 km² cobertos por água. Kirksville localiza-se a aproximadamente 299 m acima do nível do mar.

## Localidades na vizinhança
O diagrama seguinte representa as localidades num raio de 20 km ao redor de Kirksville.